# Pterolophia curvatocostata
Pterolophia curvatocostata är en skalbaggsart som beskrevs av Aurivillius 1927. Pterolophia curvatocostata ingår i släktet Pterolophia och familjen långhorningar.
Artens utbredningsområde är Filippinerna. Inga underarter finns listade i Catalogue of Life.